# Hymn for the Perfect Heart of a Pearl
Hymn for the Perfect Heart of a Pearl ist ein Jazzalbum der Dennis González Band of Sorcerers. Die am 3. April 1990 in Dallas entstandenen Aufnahmen erschienen 1991 auf Konnex Records.

## Hintergrund
Dennis González spielte in seiner Band of Sorcerers mit den Saxophonisten Carlos Ward und Tim Green, dem Pianisten Paul Plimley (der bei zwei Stücken mitwirkte) sowie dem Bassisten Paul Rogers und dem Schlagzeuger Louis Moholo.

## Titelliste
- Dennis González Band of Sorcerers: Hymn for the Perfect Heart of a Pearl (Konnex Records KCD 5026)[1]

1. Movement One: Hymn for the Perfect Heart Of A Pearl 11:56
2. Movement Two: Astonishing Emptiness 16:01
3. Movement Three: Hymn for Louis Moholo 9:49
4. Movement Four: The Peculiar Stillness At Noon 12:03
5. Movement Five: Angels of the Bop Apocalypse 6:29
6. Parachute One (Paul Plimley) 7:15
7. Movement Six: Hymn for Lionel Batiste (De Lawd's Train) 11:27

Wenn nicht anders vermerkt, stammen die Kompositionen von Dennis González.

## Rezeption
Die Kritiker Richard Cook und Brian Morton vergaben dem Album 1993 in der zweiten Auflage des Penguin Guide to Jazz dreieinhalb Sterne und schrieben, „Angels of the Bop Apocalypse“ sei eine Gruppenimprovisation, bei der die beiden Europäer Rogers und Moholo prominent herausgestellt würden; Pianist Pimpley gastiere dabei in der Art Cecil Taylors. Das Titelstück, eine lange Suite, habe einen Ellington-haften Schwung und biete eine Vielfalt an Details, mit Abschnitten, die scheinbar für einzelne Solisten maßgeschneidert seien. Nur seltsamerweise scheinen Ward und Green eine größere Bedeutung zu haben als der Bandleader selbst, der dazu neige, sich auf straffe, fast antagonistische Zusammenfassungen zu beschränken.
Don Snowden verlieh dem Album in Allmusic vier Sterne und schrieb, „Hymn for the Perfect Heart of a Pearl“ sei eines der besten Alben, die der Trompeter in einer für ihn sehr fruchtbaren Zeit veröffentlicht habe. Man solle sich nicht durch das Fehlen bekannterer Musikernamen davon abhalten lassen – Green und Rogers seien wohl vielen unbekannt, aber beide würden den Zuhörer als Spieler beeindrucken, auf die man künftig achten sollte.